# Jack Collison
Jack David Collison (* 2. Oktober 1988 in Watford, England) ist ein ehemaliger walisischer Fußballspieler. Der Mittelfeldspieler absolvierte 105 Ligaspiele für West Ham United war ebenfalls für die walisische Fußballnationalmannschaft aktiv. Er kommt aus der bekannten Jugendakademie von West Ham und spielte im Mittelfeld auf nahezu jeder Position.
Seit 2015 ist er als Trainer aktiv und seit 2021 bei Atlanta United 2 als Cheftrainer engagiert.

## Spielerkarriere
Als Jugendlicher spielte er zunächst bei Peterborough United und danach bei Cambridge United. Nach der Auflösung der Jugendabteilung von Cambridge United, musste er den Verein verlassen. Er bekam bei West Ham United zunächst ein Angebot über ein einjähriges Stipendium.
Nachdem er überzeugen konnte, wurde er im Jahr 2007/08 Kapitän der Reservemannschaft von West Ham. Am 1. Januar 2008 konnte er dann nach einer Einwechslung sein Debüt in der Premier League feiern.
Zur Saison 2008/09 unterschrieb Jack Collison dann einen Fünf-Jahres-Vertrag bei West Ham United. Anschließend konnte er einige Einsätze in der Premier League absolvieren, bis am 7. Mai 2010 bekanntgegeben wurde, dass er sich einer Knieoperation unterziehen wird, weshalb er etwa neun Monate pausieren muss.
Nach Leihen an AFC Bournemouth und Wigan Athletic wechselte Collison 2014 zu Ipswich Town. Ohne Ligaeinsatz wechselte er 2015 zu Peterborough United. 2016 beendete er dort seine Spielerkarriere.

## Trainerkarriere
Collisons erste Trainerstelle war die U-21 von Peterborough United 2015. 2019 ging er in die Vereinigten Staaten zu Atlanta United und trainierte dort drei Jahre die U-17. Im Juni 2021 nahm er die Rolle des Cheftrainers bei Atlanta United 2 ein.